# 2B busz (Edelény)
Az edelényi 2B jelzésű autóbusz az Edelény alsó vasúti megállóhely és a Béke út ABC között közlekedett, amelyet a Borsod Volán Zrt. üzemeltetett tanítási napokon.

## Útvonala
| Edelény alsó – Béke út ABC                                           |
| -------------------------------------------------------------------- |
| Finkei út – Miklós Gyula út – Borsodi út – Dózsa György út – Béke út |

## Közlekedése
| Útvonal                    | Indításszám | Közlekedési rend |
| -------------------------- | ----------- | ---------------- |
| Edelény alsó – Béke út ABC | 1 pár       | tanítási napokon |

## Megállóhelyei
| 0 | Edelény alsó vasúti megállóhely végállomás | 0.0 km | 0 |
| 1 | Bartók Béla út                             | 0.4 km | 1 |
| 2 | Finke, szövetkezeti bolt                   | 1.1 km | 2 |
| 3 | KIG telep                                  | 1.9 km | 3 |
| 4 | Borsodi utca 70.                           | 3.3 km | 5 |
| 5 | Dózsa György utca                          | 4.2 km | 6 |
| 6 | Béke út ABC végállomás                     | 4.6 km | 7 |